# Rodésia do Norte nos Jogos Olímpicos de Verão de 1964
A Rodésia do Norte, (agora Zâmbia), competiu nos Jogos Olímpicos de Verão pela primeira vez nos Jogos Olímpicos de 1964 em Tóquio, Japão.